# Скрипкова діаграма

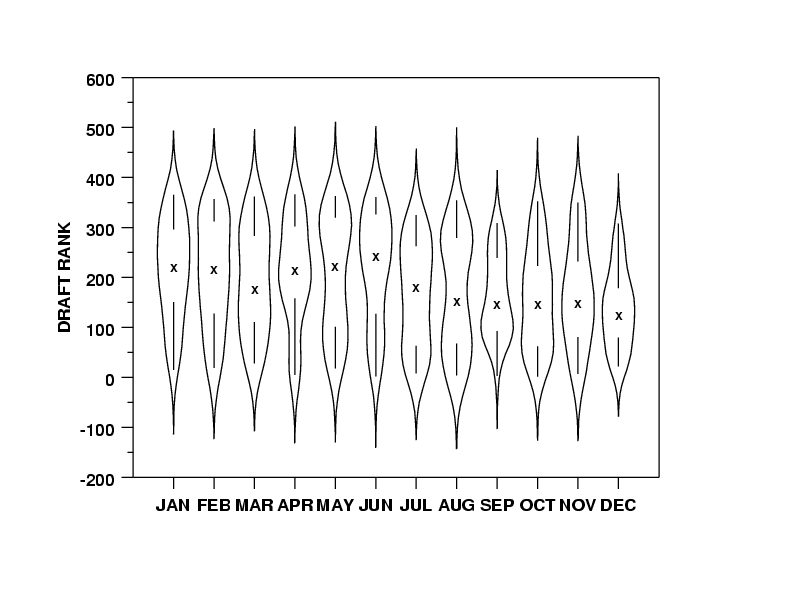
Приклад скрипкової діаграми

Приклад скрипкової діаграми у науковій публікації у PLOS Pathogens.

Скрипкова діаграма — це метод відображення числових даних. Це схоже на коробковий графік, з додаванням оберненого графіку щільності ядра з кожного боку.
Скрипкова діаграма подібна до  коробкових графіків, за винятком того, що вона також показує густину ймовірності даних при різних значеннях, зазвичай згладжених за допомогою ядрової оцінки густини. Зазвичай скрипкова діаграма включатиме всі дані, що містяться в графіку: маркер для медіани даних; коробка або маркер, що вказує на міжквартильний діапазон; і, можливо, всі точки відбору, якщо кількість зразків не надто велика.
Скрипкова діаграма є більш інформативною, ніж звичайний графік. У той час як коробковий графік відображає лише зведені статистичні дані, такі як середнє / середнє та міжквартильні діапазони, скрипкова діаграма показує повний розподіл даних. Різниця особливо корисна, коли розподіл даних мультимодальний (більше одного піку). У цьому випадку скрипкова діаграма показує наявність різних піків, їх положення та відносну амплітуду.
Як і коробкові графіки, скрипкові діаграми використовуються для представлення порівняння варіативного розподілу (або розподілу вибірки) за різними «категоріями» (наприклад, розподіл температури в порівнянні між днем і ніччю, або розподіл цін на автомобіль у порівнянні по різним виробникам автомобілів).
Скрипкова діаграма може мати кілька шарів. Наприклад, зовнішня форма представляє всі можливі результати. Наступний шар всередині може представляти значення, які трапляються 95 % випадків. Наступний шар (якщо він існує) всередині може представляти значення, які трапляються 50 % випадків.
Хоча вони більш інформативні, ніж коробковий графік, вони менш популярні. Через непопулярність їх значення важче зрозуміти багатьом читачам, не знайомим із скрипковим поданням даних. У цьому випадку більш доступною альтернативою може бути побудова серії послідовно розташованих гістограм або розподілу густини ядра.
Скрипкові діаграми доступні як розширення для ряду програмних пакетів, включаючи R-пакети vioplot, wvioplot, caroline, UsingR, lattice та ggplot2, команду надбудови Stata vioplot, та у мові програмування Python бібліотеки matplotlib, Plotly, ROOT та Seaborn, тип графіка у Origin, IGOR Pro, пакет статистичних графіків Julia StatsPlots.jl та DistributionChart [Архівовано 18 січня 2021 у Wayback Machine.] у Mathematica.